# Gittelde
Gittelde este o comună din landul Saxonia Inferioară, Germania.